# Hylopetes alboniger
Hylopetes alboniger är en flygekorre som först beskrevs av Hodgson 1836.  Hylopetes alboniger ingår i släktet Hylopetes och familjen ekorrar. Internationella naturvårdsunionen kategoriserar arten globalt som livskraftig.
Inga underarter finns listade i Catalogue of Life. Wilson & Reeder (2005) skiljer mellan tre underarter.
Arten når en kroppslängd (huvud och bål) av 19,2 till 30 cm och en svanslängd av 16,4 till 30 cm. Den har 3,8 till 4,6 cm långa bakfötter och 2,9 till 3,2 cm stora öron. Den täta och mjuka pälsen på ovansidan varierar mellan grå, gråbrun och rödbrun. På axlarna förekommer ljusa till vita fläckar. Undersidan är oftast täckt av ljus gråblå päls med vita områden på strupen och bröstet. På fingrarna och tårna finns bara tunna hår med ljus till vit färg. Hos ungdjur är ovansidan nästan svart och undersidan nästan vit.
Denna flygekorre förekommer med flera från varandra skilda populationer i Sydostasien. Utbredningsområdet sträcker sig från östra Nepal, Bhutan och sydöstra Kina till Myanmar, Thailand, Laos och Vietnam. I bergstrakter når arten ibland 4000 meter över havet. Den hittas även på Hainan. Habitatet utgörs av tropiska skogar. Hylopetes alboniger besöker även buskskogar i områden där skogen röjdes.
Individerna är aktiva på natten och klättrar främst i växtligheten. Per kull föds upp till tre ungar. Hylopetes alboniger äter frukter, nötter, unga växtskott, blad och andra växtdelar. Arten bygger sina klotrunda bon av blad, ormbunkar och gräs. Ibland används trädens håligheter som viloplats som kan ligga 10 meter över marken.